# 小林信近
小林 信近（こばやし のぶちか、天保13年8月28日（1842年10月2日） - 大正7年（1918年）9月24日）は、日本の実業家、政治家。松山城下（現愛媛県松山市）出身。伊予鉄道会社（現伊予鉄グループ）の創立者であり初代社長。第五十二国立銀行（現伊予銀行）、松山商法会議所（現松山商工会議所）、伊予水力電気（現四国電力）を創立するとともに、海南新聞社（現愛媛新聞社）社長を務めるなど、明治時代に愛媛経済の基盤を作った。

## 生涯

### 伊予鉄道の設立
1883-1884年（明治16-17年）ころ小林は工部省神戸鉄道局の用材調達を請負っており、大坂に滞在している間阪神間の鉄道旅行を経験していた。小林は松山の道路整備の遅れを鉄道敷設で補うよう意識していたが、当時四国には官設鉄道も建設されてなく思案していた。そのなかで『内務省土木局臨時報告』を入手した。この本はヨーロッパの小鉄道を紹介しており土木工事用の簡易な軌道（ドコービル）が紹介されていた。小林は詳細を知るため外国人技師を訪ね指導を受けて松山に鉄道を建設することを決意した。
1885年（明治18年）6月小林は鉄道局へ鉄道敷設を出願した。ところが「聴届ケ難シ」として却下されたため、小林は上京して鉄道局長官井上勝、技官松本荘一郎に直談判することになった。当時私設鉄道は日本鉄道、阪堺鉄道の二社のみで、鉄道局は許可するつもりなどなかった。しかし小林の熱意により試みに鉄道敷設が許可されることになったという。
1900年（明治33年）に南予鉄道、道後鉄道と合併したが、小林は両鉄道の社長であった古畑寅造に社長の座を渡し会社を去ることになった。

### 伊予水力電気の設立
電気会社の構想は1894年（明治27年）ころからはじめられた。当時各地の電気会社（電力会社）は火力発電が主力であり、水力発電は1891年（明治24年）に琵琶湖疎水を利用した蹴上発電所が日本初の営業用水力発電であった。小林は御手洗川を利用して水力発電にしようと研究をはじめていた。そして水源地を探し、技師を求め、1897年（明治30年）には河川使用の申請を出すことができた。そして1900年（明治33年）4月に電気事業経営会社設立の許可がおりた。
ところが資金調達がはかどらない。やむなく資本金を30万円から20万円、さらに15万円にしても集まらなかった。そうして時間だけが過ぎていたが、1901年（明治34年）7月に才賀藤吉が道後にくることがわかった。発起人たちは早速面会を申し込み窮状を訴えた。この結果資本金を13万円にして半分は才賀藤吉が引き受け、残りは発起人らで工面すること、工事及び機械の調達は才賀電気商会で行うことで折り合いがついた。同年12月には会社設立。1902年（明治35年）10月に発電所が完成し、1903年（明治36年）3月に開業式を行うことができた。

### 晩年
晩年に興した伊予製紙株式合資会社や伊予電力織布株式会社は負債を増やすばかりで事業は失敗であった。さらに才賀藤吉が各地で設立した軽便鉄道、電気会社の役員になっていたため、才賀電機商会の破綻により連座して負債を負うことになり、屋敷を手放し小さな借家住まいを余儀なくされた。1918年（大正7年）に老衰性脳溢血で死去。

### 略歴
・天保13年（1842年） 8月 松山藩士の家に生まれる。
- 嘉永06年（1853年） 9月 松山藩士小林家の養子となる。
- 明治09年（1876年） 7月 旧藩主久松家の嘱託で、士族授産のため、製紙・製靴・小倉織を扱う工業会社牛行舎を創立し、社長となる。
- 明治10年（1877年） 6月 愛媛県会初代議長。
- 明治11年（1878年） 9月 第五十二国立銀行（現伊予銀行）を創立、頭取。
- 明治15年（1882年） 5月 松山商法会議所創立、頭取。
- 明治16年（1883年） 2月 海南新聞社（現愛媛新聞社）の社長となる。
- 明治19年（1886年） 9月 高浜港築港を発起。
- 明治20年（1887年） 9月 伊予鉄道会社（現伊予鉄道）を創立、社長。
- 明治25年（1892年） 2月 第2回衆議院議員総選挙に当選[8]。
- 明治25年（1892年） 5月 高浜桟橋会社を創立、頭取。
- 明治27年（1894年） 3月 第3回衆議院議員総選挙で落選[9][10]
- 明治34年（1901年）12月 伊予水力電気株式会社を創立、専務取締役[11]。
- 明治36年（1903年） 伊予製紙株式合資会社を創立、代表社員[12]。
- 明治40年（1907年） 伊予電力織布株式会社を創立、社長[13]。
- 大正07年（1918年） 9月 松山市御宝町の自宅で永眠（77歳）。墓所は常信寺。

### 栄典
- 大日本帝国憲法発布記念章（1889年12月28日）[14]
- 大礼記念章（1915年11月）[15]

## 関連文献
- “愛媛の偉人・賢人の紹介”.  愛媛県生涯学習センター (2015年10月19日). 2015年10月19日閲覧。
- “連載＜まつやま　人・彩時記＞24 松山の実業界 政界の先覚者 小林信近”.   伊予史談会会員 山崎 善啓 (2015年10月19日). 2015年10月19日閲覧。
- “伊予鉄道 沿革”.  伊予鉄道 (2015年10月19日). 2015年10月19日閲覧。
- “伊予銀行 沿革・あゆみ”.  伊予銀行 (2015年10月19日). 2015年10月19日閲覧。
- “愛媛県議会 歴代議長・副議長一覧”.  愛媛県議会 (2015年10月19日). 2015年10月19日閲覧。